# سيلينيد الهيدروجين
سيلينيد الهيدروجين هو مركب كيميائي لاعضوي صيغته H2Se، ويوجد في الشروط القياسية على شكل غاز عديم اللون.

## التحضير
يمكن أن يحضر المركب من تفاعل عنصر السيلينيوم مع الهيدروجين عند درجات حرارة مرتفعة تتجاوز 300  °س؛ أو من تفاعل سيلينيد الألومنيوم مع الماء:
{\displaystyle \mathrm {Al_{2}Se_{3}+6\ H_{2}O\longrightarrow \ 3\ H_{2}Se+2\ Al(OH)_{3}} }
{\displaystyle \mathrm {H_{2}+Se\longrightarrow H_{2}Se} }

## الخواص
يوجد المركب في الشروط القياسية على شكل غاز عديم اللون، وهو ضعيف الانحلالية في الماء. يتميز المركب بأنه مختزل جيد.
للمركب بنية جزيئية منحنية، وتبلغ قيمة الزاوية  H−Se−H مقدار 91°، أما طول الرابطة Se–H فيبلغ 146 بيكومتر.

## الاستخدامات
لسيلينيد الهيدروجين تطبيقات في مجال الاصطناع العضوي، حيث يمكن أن يستخدم لتحضير مركبات سيلينيوم عضوية مثل مركب سيلينويوريا من السياناميد: